# Snooker-Saison 2005/06
Die Snooker-Saison 2005/06 war eine Serie von Snooker-Turnieren, die zur Main Tour zählten. Sie bestand aus zehn Wettbewerben: Bei sechs Weltranglistenturnieren wurden neben Titel und Siegprämie auch Weltranglistenpunkte vergeben, daneben gab es drei Einladungsturniere und ein Non-ranking-Turnier.
Nach 21 Jahren waren die British Open erstmals nicht mehr im Turnierkalender. Ebenso wurde das Irish Masters nach drei Jahren als Ranglistenturnier sowie das Merseyside Professional gestrichen. Dafür wurde erstmals die Northern Ireland Trophy in Belfast ausgetragen, die am 17. August 2005 auch die Saison eröffnete. Sie hatte ebenso den Status eines Einladungsturniers wie der Pot Black Cup, der nach längerer Pause wiederbelebt wurde. Bei diesem Cup handelte es sich allerdings nur um ein eintägiges Showturnier, bei dem in einem einzigen Frame über Weiterkommen bzw. Turniersieg entschieden wurde. Ebenfalls wiederbelebt wurde die Irish Professional Championship, an der aber nur irischen und nordirische Spieler teilnehmen konnten. Abgeschlossen wurde die Saison traditionell am 1. Mai 2006 mit dem Finale der Weltmeisterschaft.
Mit der Saison 2005/06 endete das seit Mitte der 1990er praktizierte „Zwei-Klassen-System“ des Profisnookers. Die „zweitklassige“ Challenge Tour wurde abgeschafft, die Main Tour war nun wieder die alleinige Profitour. Als neuer Haupt-Qualifikationsweg für die Main Tour wurde parallel zur Saison 2005/06 die gänzlich auf Amateurebene gespielte Pontin’s International Open Series ausgetragen. Daneben sollten mit der Saison 2005/06 ursprünglich weitere Reformen des 2004 gewählten Weltverbandsvorsitzenden Rodney Walker greifen, die aber nur teilweise umgesetzt wurden. Eine ursprünglich angedachte, weitere Reduzierung der Main-Tour-Spieler auf nur noch 64 Spieler zur Saison 2005/06 wurde zum Beispiel nicht umgesetzt.

## Saisonergebnisse
Die folgende Tabelle zeigt die Endspielergebnisse dieser Saison.
| Datum                             | Turnier                              | Austragungsort | Art                   | Sieger           | Finalist          | Ergebnis    |
| 17. August bis 21. August 2005    | Northern Ireland Trophy 2005         | Belfast        | Einladungsturnier     | Matthew Stevens  | Stephen Hendry    | 9:7         |
| 8. Oktober bis 16. Oktober 2005   | Grand Prix 2005                      | Preston        | Weltranglistenturnier | John Higgins     | Ronnie O’Sullivan | 9:2         |
| 22. Oktober bis 26. Oktober 2005  | Irish Professional Championship 2005 | Templelogue    | Non-ranking-Turnier   | Joe Swail        | Ken Doherty       | 9:7         |
| 29. Oktober 2005                  | Pot Black 2005                       | London         | Einladungsturnier     | Matthew Stevens  | Shaun Murphy      | 1:0 (53:27) |
| 5. Dezember bis 18. Dezember 2005 | UK Championship 2005                 | York           | Weltranglistenturnier | Ding Junhui      | Steve Davis       | 10:6        |
| 15. Januar bis 22. Januar 2006    | Masters 2006                         | Wembley        | Einladungsturnier     | John Higgins     | Ronnie O’Sullivan | 10:9        |
| 30. Januar bis 5. Februar 2006    | Malta Cup 2006                       | Portomaso      | Weltranglistenturnier | Ken Doherty      | John Higgins      | 9:8         |
| 27. Februar bis 5. März 2006      | Welsh Open 2006                      | Newport        | Weltranglistenturnier | Stephen Lee      | Shaun Murphy      | 9:4         |
| 19. März bis 26. März 2006        | China Open 2006                      | Peking         | Weltranglistenturnier | Mark J. Williams | John Higgins      | 9:8         |
| 15. April bis 1. Mai 2006         | World Championship 2006              | Sheffield      | Weltranglistenturnier | Graeme Dott      | Peter Ebdon       | 18:14       |

## Weltrangliste
Die Snookerweltrangliste wird erst nach jeder vollen Saison aktualisiert und berücksichtigt die Leistung der vergangenen zwei Spielzeiten. Die folgende Tabelle zeigt die 32 bestplatzierten Spieler der Saison 2005/06, sie beruht also auf den Ergebnissen aus 2003/04 und 2004/05. In Klammer ist jeweils die Vorjahresplatzierung angegeben.
| Platz 1 – 8 | Platz 1 – 8           | Platz 9 – 16 | Platz 9 – 16       | Platz 17 – 24 | Platz 17 – 24         | Platz 25 – 32 | Platz 25 – 32       |
| ----------- | --------------------- | ------------ | ------------------ | ------------- | --------------------- | ------------- | ------------------- |
| 1           | Ronnie O’Sullivan (1) | 9            | Mark Williams (2)  | 17            | Anthony Hamilton (25) | 25            | Marco Fu (16)       |
| 2           | Stephen Hendry (3)    | 10           | Stephen Lee (9)    | 18            | Barry Pinches (21)    | 26            | Robert Milkins (28) |
| 3           | Stephen Maguire (24)  | 11           | Ken Doherty (7)    | 19            | Ali Carter (19)       | 27            | Nigel Bond (35)     |
| 4           | Matthew Stevens (6)   | 12           | Alan McManus (10)  | 20            | Mark King (23)        | 28            | Neil Robertson (68) |
| 5           | Paul Hunter (4)       | 13           | Graeme Dott (15)   | 21            | Shaun Murphy (48)     | 29            | John Parrott (31)   |
| 6           | John Higgins (5)      | 14           | Joe Perry (20)     | 22            | Quinten Hann (18)     | 30            | Barry Hawkins (43)  |
| 7           | Peter Ebdon (8)       | 15           | Steve Davis (13)   | 23            | David Gray (14)       | 31            | Andy Hicks (51)     |
| 8           | Jimmy White (11)      | 16           | Ian McCulloch (17) | 24            | Michael Holt (29)     | 32            | James Wattana (33)  |

## Qualifikation für die Main-Tour 2005/06
Neben den 64 bestplatzierten Spielern der Weltrangliste zum Abschluss der Saison 2004/05 – wobei die Spieler Chris Small, Nick Walker und Anthony Davies zurücktraten – wurden die übrigen 35 Startplätze wie folgt vergeben:
| Qualifikation über die Ein-Jahres-Rangliste 2004/05 1. Paul Davies 2. Sean Storey 3. Darren Morgan 4. Scott MacKenzie 5. Alfie Burden 6. Leo Fernandez 7. Joe Delaney 8. Andrew Norman 9. Paul Wykes 10. David McDonnell 11. Adam Davies 12. Gary Wilson 13. Nick Dyson 14. Hugh Abernethy 15. Björn Haneveer 16. Gary Wilkinson 17. Steve James | Qualifikation über die Challenge Tour 2004/05 1. Jamie Cope 2. Lee Spick 3. Justin Astley 4. Matthew Couch 5. Chris Norbury 6. James Tatton 7. Stuart Mann 8. David Gilbert 9. James McBain Qualifikation über internationale Amateurmeisterschaften 1. Mark Allen (IBSF-Weltmeister) 2. Gary Wilson (IBSF-U21-Weltmeister) 3. Alex Borg (EBSA-Europameister) 4. Chris Norbury (EBSA-U19-Vizeeuropameister) 5. Jin Long (ACBS-Asienmeister) 6. Moh Keen Hoo (ACBS-U21-Asienmeister) Qualifikation über Wildcards der WPBSA 1. Judd Trump 2. Habib Subah 3. Liang Wenbo |